# Antarktika
Antárktika (iz grščine ἀνταρκτικός: ántarktikós – nasprotje Arktiki) je Zemljina najjužnejša celina. Zajema geografski južni tečaj in se nahaja znotraj Antarktičnega območja na južni polobli, skoraj v celoti južno od južnega tečajnika, obdaja pa jo Južni ocean. Z velikostjo 14.200.000 kvadratnih kilometrov je peta največja celina na svetu, približno dvakrat večja od Avstralije. Z 0,00008 ljudi na kvadratni kilometer je daleč najmanj gosto poseljena celina. Približno 98 % Antarktike prekriva led, ki je v povprečju debel 1,9 km.
Antarktika je v povprečju najhladnejša, najbolj suha in najbolj vetrovna celina in ima najvišjo povprečno nadmorsko višino med vsemi celinami. Večina Antarktike je ledena puščava z 200 mm letnih padavin ob obali in precej manj v notranjosti; tam skoraj dva milijona let ni bilo dežja, vendar je vseeno v ledu shranjenih 80 % svetovne sladke vode, kar je dovolj za dvig svetovne gladine morja za približno 60 m, v kolikor bi se vse stalilo. Temperatura na Antarktiki je dosegla −89,2 °C (ali celo −94,7 °C, merjeno iz vesolja), čeprav je povprečje za tretjo četrtino leta (najhladnejši del leta) –63 °C. Na raziskovalnih postajah, razpršenih po celini, vse leto prebiva od 1000 do 5000 ljudi. Med avtohtonimi organizmi so številne vrste alg, bakterij, gliv, rastlin, protistov in nekatere živali, kot so pršice, gliste, pingvini, tjulnji in počasniki. Rastlinstvo, kjer se pojavlja, je tundrsko.
Antarktika je omenjena kot zadnja regija na Zemlji v zabeleženi zgodovini, ki je bila neodkrita do leta 1820, ko je ruska odprava Fabiana Gottlieba von Bellingshausena in Mihaila Lazareva na ladjah Vostok in Mirni opazila Fimbulovo ledeno polico. Vendar pa je še ves preostanek 19. stoletja ostala prezrta zaradi negostoljubnega okolja, pomanjkanja enostavno dostopnih virov in odročnosti. Leta 1895 je prvi potrjen pristanek izvedla norveška ekipa.
Upravno je Antarktika de facto kondominij, ki ga upravljajo pogodbenice sistema Pogodbe o Antarktiki s statusom posvetovalnih članic. Antarktično pogodbo je leta 1959 podpisalo dvanajst držav, do danes pa jih je pristopilo še 42. Pogodba prepoveduje vojaške dejavnosti, pridobivanje rudnin, jedrske eksplozije in odlaganje jedrskih odpadkov, podpira pa znanstvene raziskave ter varuje okolje celine. Poskuse izvaja več kot 4000 znanstvenikov iz mnogih držav.

## Etimologija
Ime Antarktika je latinizirana verzija grške sestavljene besede ἀνταρκτική (antarktiké), ženske oblike ἀνταρκτικός (antarktikos), s pomenom »nasprotno od Arktike« oz. »nasprotno od severa«.
Aristotel je v svoji knjigi Meteorologija pisal o območju Antarktike leta 350 pr. n. št. Marinos Tirški naj bi ime uporabil na svojem zemljevidu sveta iz 2. stoletja pred našim štetjem. Rimska avtorja Higin in Apulej (1.–2. stoletje pred našim štetjem) sta za južni pol uporabila latinizirano grško ime polus antarcticus, iz katerega je izhajalo starofrancosko ime pole antartike (sodobni pôle antarctique) leta 1270, od tam pa srednjeangleška beseda pol antartik v traktatu Geoffreyja Chaucerja iz leta 1391 (sodobni Antarctic Pole).

## Sprememba imena
Dolgo zamišljena (vendar neodkrita) južna polarna celina se je sprva imenovala Terra Australis, včasih skrajšana na Australia, kot je vidno v lesorezni ilustraciji z naslovom »Sfera vetrov«, ki jo vsebuje astrološki učbenik, objavljen leta 1545 v Frankfurtu.
V devetnajstem stoletju so kolonialne oblasti v Sydneyju opustile nizozemsko ime Nova Holandija, ki ga je današnji Avstraliji nadel odkritelj Abel Tasman. Namesto da bi si izmislili novo ime, so južni polarni celini vzeli ime Australia in jo približno osemdeset let pustili neimenovano. V tem obdobju so se geografi morali spoprijeti z nerodnimi izrazi, kot je »Antarktična celina«. Iskali so bolj poetično zamenjavo in predlagali različna imena, kot sta Ultima in Antipodea. Sčasoma je bila za kontinentalno ime sprejeta Antarktika v 1890-ih - prva uporaba tega imena je bila pripisana škotskemu kartografu Johnu Georgeu Bartholomewu.

## Zgodovina raziskovanja
Francija 1840–danes
-  Adelijina dežela 1840–danes

 Združeno Kraljestvo 1908–danes
-  Kolonije Falklandskih otokov 1908–1962
-  Britansko antarktično ozemlje 1962–danes

 Nova Zelandija 1923–danes
-  Rossovo odvisno ozemlje 1923–danes

 Norveška 1931–danes
-  Otok Petra I. 1931–danes
-  Dežela kraljice Maud 1939–danes

 Avstralija 1933–danes
-  Avstralski antarktični teritorij 1933–danes

 Nemčija 1939–1945
-  Nova Švabska dežela 1939–1945

 Čile 1940–danes
-  Čilenski antarktični teritorij 1940–danes

 Argentina 1943–danes
-  Argentinska Antarktika 1943–danes

Antarktika nima domorodnega prebivalstva. Februarja 1775 je kapitan Cook na svojem drugem potovanju obstoj takšne polarne celine označil za »verjeten«, v drugem izvodu svojega dnevnika pa je zapisal: »Trdno verjamem in več kot verjetno je, da smo videli nek del celine«.
Vera v obstoj Terra Australis — prostrano celino na daljnem jugu Zemlje, ki naj bi bila kot »protiutež« severnim deželam Evrope, Azije in Severne Afrike — je obstajala že za časa Ptolemaja (1. st. n. š.), ki je predstavil idejo ohranjanja simetrične porazdelitve vseh znanih zemeljskih površin. Celo v poznem 17. stoletju, ko so raziskovalci odkrili, da Južna Amerika in Avstralija nista del legendarne »Antarktike«, so geografi verjeli, da je celina veliko večja, kot je njena dejanska velikost.
Namesto Antarktiki so ime Terra Australis dali Avstraliji, ker so menili, da se bolj južno ne nahaja nobena pomembnejša zemeljska površina. Predvsem je bila to zasluga raziskovalca Matthewa Flindersa, ki je populariziral prenos imena Terra Australis Avstraliji. Naslov svoje knjige Potovanje do Terre Australis (1814) je zagovarjal v njenem uvodu:
»Ni verjetno, da bo katerokoli ločeno kopno, vsaj približno enako veliko, kadarkoli odkrito v južnejših zemljepisnih širinah; ime Terra Australis bo zatorej ostalo opisno ime za geografsko pomembnost te dežele in njenega položaja na Zemlji: poleg tega se sliši starodavno; ....«
Evropski zemljevidi so še naprej prikazovali hipotetično ozemlje, dokler nista 17. januarja 1773 ladji kapitana Jamesa Cooka, HMS Resolution in Adventure, prečkali južni tečajnik; in nato še enkrat decembra istega leta in januarja 1774. Cook je prišel 121 km od Antarktične obale, preden se je januarja 1773 zaradi ledu obrnil.
Glede na trditve različnih organizacij (National Science Foundation, NASA, Univerza Kalifornije, San Diego in drugi), so v letu 1820 trije kapitani uzrli Antarktiko ali njene ledene police: von Bellingshausen (kapitan v Ruski carski vojni mornarici), Edward Bransfield (kapitan Kraljeve vojne mornarice) in Nathaniel Palmer (kitolovec iz Stoningtona, Connecticut). 
Odprava, ki sta jo vodila von Bellingshausen in Lazarev na ladjah Vostok in Mirni, je dosegla točko 32 km do Dežele kraljice Maud in zabeležila opažanje ledene police na 69°21′28″S 2°14′50″W / 69.35778°S 2.24722°W, ki je postala poznana kot Fimbulova ledena polica. To se je zgodilo tri dni preden je kopno zagledal Bransfield ter deset mesecev preden je celino uzrl Palmer (novembra 1820). Dokumentirano je prvi na Antarktiki 7. februarja 1821 pristal ameriški kitolovec John Davis, domnevno v Hughesovem zalivu, blizu Charlesovega rta na Zahodni Antarktiki, čeprav nekateri zgodovinarji temu oporekajo. Prvi zapisani in potrjeni pristanek je bil na rtu Adair leta 1895 (z norveško-švedsko kitolovsko ladjo Antarktika).

22. januarja 1840, dva dni po odkritju zahodne obale Ballenyjevih otokov, so se nekateri člani posadke odprave Julesa Dumonta d'Urvillea (1837–40) izkrcali na najvišjem otočku skupine skalnatih otokov približno 4 km od rta Géodésie na obali Adelijine dežele, kjer so nabrali nekaj mineralov, alg in primerkov živali ter postavili francosko zastavo, s čimer so označili francosko suverenost.
- Odkritje in zahteva o francoski suverenosti nad Adelijino deželo, leta 1840, avtorja  Julesa Dumont d'Urvilla
- Slika, ki upodablja jadrnici Jane in Beaufroy druge odprave Jamesa Weddella leta 1823
- Odprava Nimrod (Magnetic Pole party od leve proti desni): Wild, Shackleton, Marshall, in Adams

Decembra 1839 je kot del Raziskovalne odprave Združenih držav Amerike (1838–42) pod vodstvom Vojne mornarice Združenih držav Amerike (imenovana tudi »Ex. Ex.« ali »Wilkesova odprava«) izplula odprava iz Sydneyja v Antarktični ocean, in 25. januarja 1840 poročala o odkritju »Antarktične celine zahodno od Ballenyjevih otokov«. Ta del Antarktike so kasneje poimenovali »Wilkesova dežela«.
Leta 1841 je raziskovalec James Clark Ross prišel skozi Rossovo morje in odkril Rossov otok (oba sta bila poimenovana po njem). Plul je vzdolž ogromne stene ledu, ki so jo kasneje poimenovali Rossova ledena polica. Gori Erebus in Terror sta poimenovani po dveh ladjah iz njegove odprave: HMS Erebus in Terror. Mercator Cooper je na Vzhodni Antarktiki pristal 26. januarja 1853.
Med odpravo Nimrod leta 1907, ki jo je vodil Ernest Shackleton, je skupina, ki jo je vodil Edgeworth David, postala prva, ki se je vzpela na goro Erebus in dosegla južni magnetni tečaj. Douglas Mawson, ki naj bi vodil skupino Magnetni tečaj na njihovi tvegani poti nazaj, je do svoje upokojitve leta 1931 vodil še več odprav. Poleg tega so Shackleton in trije drugi člani njegove odprave dosegli več dosežkov (od decembra 1908 do februarja 1909): bili so prvi ljudje, ki so prepotovali Rossovo ledeno polico, prvi, ki so prepotovali Transantarktično gorovje (preko ledenika Beardmore), in prvi, ki so hodili po Južni polarni planoti. Odprava, ki jo je z ladjo Fram vodil norveški polarni raziskovalec Roald Amundsen, je postala prva, ki je dosegla geografski Južni tečaj (14. decembra 1911) - uporabili so pot od Zaliva kitov preko ledenika Axla Heiberga. En mesec kasneje je na tečaj prispela tudi nesrečna Scottova odprava.
Richard E. Byrd je v 1930-ih in 1940-ih z letalom vodil več potovanj preko Antarktike. Zaslužen je za izvajanje mehaniziranega kopenskega prometa na celini in izvajanje obsežnih geoloških ter bioloških raziskav. Prve ženske, ki so stopile na Antarktiko, so to storile v tridesetih letih dvajsetega stoletja, ko je leta 1935 Caroline Mikkelsen pristala na otoku Antarktike, Ingrid Christensen pa je leta 1937 stopila na celino.
Do 31. oktobra 1956 ni nihče več ponovno stopil na Južni tečaj; takrat je skupina ameriške mornarice, ki jo jo je vodil viceadmiral George J. Dufek tam uspešno pristala s svojim letalom. Prve ženske, ki so leta 1969 stopile na Južni pol, so bile Pam Young, Jean Pearson, Lois Jones, Eileen McSaveney, Kay Lindsay in Terry Tickhill.
Prva oseba, ki je samostojno prijadrala do Antarktike, je bil Novozelandec David Henry Lewis (leta 1972).
28. novembra 1979 je letalo McDonnell Douglas DC-10-30 na letu 901 družbe Air New Zealand strmoglavilo v goro Erebus, pri čemer je umrlo vseh 257 potnikov na krovu.

Poleti 1996/97 je na južni polobli norveški raziskovalec Børge Ousland postal prvi človek, ki je od obale do obale sam prečkal Antarktiko. Na določenih delih poti je dobil pomoč s pomočjo zmaja. Vsi poskusi prečkanja brez zmajev ali ponovne oskrbe, kjer so ljudje poskušali iti s pravih celinskih robov, kjer se led sreča z morjem, so spodleteli zaradi velike razdalje, ki jo je treba prehoditi. Ousland je s tem prehodom postavil tudi rekord (34 dni) za najhitrejše potovanje brez pomoči do južnega tečaja.
- Roald Amundsen in njegova posadka opazujejo norveško zastavo na Južnem tečaju, 1911
- Francoska postaja Dumont d'Urville, primer sodobnega naseljevanja ljudi na Antarktiki
- Leta 1997 je Børge Ousland postal prvi človek, ki je samostojno prehodil Antarktiko

## Geografija
Antarktika je kot najjužnejša celina nameščena asimetrično okoli južnega pola in večinoma južno od Antarktičnega kroga ter obdana z Južnim oceanom; namesto tega se lahko šteje, da je obdana z južnim Tihim, Atlantskim in Indijskim oceanom ali južnimi vodami Svetovnega oceana. Na Antarktiki je več rek in jezer, med katerimi je najdaljša reka Onyx. Največje jezero Vostok je eno največjih podledeniških jezer na svetu. Antarktika obsega več kot 14 milijonov km2, zaradi česar je peta največja celina, približno 1,3-krat večja od Evrope. Dolžina njene obale meri 17.968 km in je večinoma sestavljena iz ledenih oblik, kot kaže naslednja tabela:
| Tip                                                                | Delež |
| ------------------------------------------------------------------ | ----- |
| Ledene police (plavajoče ledeno pročelje)                          | 44 %  |
| Ledene stene (stoječe na tleh)                                     | 38 %  |
| Ledeniški potok/odtočni ledenik (ledeno pročelje ali ledena stena) | 13 %  |
| Skala                                                              | 5 %   |
| Skupaj                                                             | 100 % |

Transantarktično gorovje blizu vratu med Rossovim in Weddllovim morjem deli Antarktiko na dva dela. Tisti zahodno od Weddllovega morja in vzhodno od Rossovega morja se imenuje Zahodna Antarktika, preostali del pa Vzhodna Antarktika.

Približno 98% Antarktike pokriva antarktični ledeni pokrov, ki je širok najmanj 16 km. Na celini je približno 90 % svetovnega ledu (in s tem približno 70% sladke vode). Če bi se ves ta led stopil, bi se morska gladina dvignila za približno 60 m. V večini notranjosti celine je padavin zelo malo, do 20 mm na leto; na nekaj območjih z »modrim ledom« so padavine manjše od izgube mase s sublimacijo, zato je lokalno masno ravnovesje negativno. V suhih dolinah se enak učinek pojavi nad kamnito podlago, kar vodi do izsušene pokrajine.
Zahodno Antarktiko pokriva zahodni antarktični ledeni pokrov. Pokrov je v zadnjem času pod drobnogledom, zaradi majhne možnosti, da bi se sesedel. Če bi se pokrov sesedel, bi se ravni oceanov v razmeroma geološko kratkem času, morda v nekaj stoletjih, dvignile za nekaj metrov. Več antarktičnih ledeniških potokov, ki predstavljajo približno 10 % ledenega pokrova, teče do enega od številnih ledenih pokrovov Antarktike, kar opisuje dinamika ledenih pokrovov.
Vzhodna Antarktika leži na strani Indijskega oceana Transantarktičnega gorovja in obsega Coatsovo deželo, Deželo kraljice Maud, Enderbyjevo deželo, Mac Robertsonovo deželo, Wilkesovo deželo in Viktorijino deželo. Vse razen majhnega dela te regije leži znotraj vzhodne poloble. Vzhodna Antarktika je v veliki meri pokrita z vzhodnoantarktičnim ledenim pokrovom.
Vinsonov masiv, najvišji vrh Antarktike z višino 4892 m, se nahaja v Ellsworthovem gorovju. Antarktika vsebuje številne druge gore, tako na glavni celini kot na okoliških otokih. Gora Erebus na Rossovem otoku je najjužnejši delujoči vulkan na svetu. Na otoku Deception je še en dobro znan vulkan, ki slovi po velikanskem izbruhu leta 1970. Manjši izbruhi so pogosti, v zadnjih letih pa raziskovalci opažajo tudi pretok lave. Morda so aktivni tudi drugi mirujoči vulkani. Leta 2004 so ameriški in kanadski raziskovalci na Antarktičnem polotoku našli potencialno aktiven podvodni vulkan.

Na Antarktiki je več kot 70 jezer, ki ležijo na dnu celinskega ledenega pokrova. Jezero Vostok, odkrito pod rusko postajo Vostok leta 1996, je največje od teh podledeniških jezer. Nekoč je veljalo, da je bilo jezero zapečateno od 500.000 do milijon let, vendar nedavna raziskava kaže, da so zelo pogosti pretoki vode iz enega jezera v drugo.
Obstaja nekaj dokazov v obliki analize vzorcev ledu, izvrtanih na približno 400 m nad vodno gladino, da vode jezera Vostok mogoče vsebujejo mikroorganizme. Zamrznjena površina jezera ima podobnosti z Jupitrovo luno Evropa. Če bi v jezeru Vostok odkrili življenje, bi to okrepilo argument za možnost življenja na Evropi. Dne 7. februarja 2008 je ekipa NASE začela misijo na jezeru Untersee, v kateri iščejo ekstremofile v njegovih zelo alkalnih vodah. Če jih najdejo, bi ta odporna bitja lahko še dodatno okrepila argument za nezemeljsko življenje v izjemno hladnih okoljih, bogatih z metanom.
Septembra 2018 so raziskovalci Nacionalne geoprostorske obveščevalne agencije izdali zemljevid terena visoke ločljivosti (podrobnosti do velikosti avtomobila, na nekaterih območjih pa še bolj natančne) Antarktike, imenovan »Referenčni model nadmorske višine Antarktike« (REMA).

## Geologija

### Geološka zgodovina in paleontologija
Pred več kot 170 milijoni let je bila Antarktika del superkontinenta Gondvane. Sčasoma je Gondvana razpadla, Antarktika, kakršno poznamo danes, pa je nastala pred približno 25 milijoni let. Antarktika ni bila vedno hladna, suha in prekrita z ledenimi pokrovi. Na številnih točkah v svoji dolgi zgodovini se je nahajala bolj severno, imela tropsko ali zmerno podnebje ter bila poraščena z gozdovi, ki so jih naseljevale različne oblike življenja.

#### Doba paleozoika (540–250Ma)
V kambrijskem obdobju je imela Gondvana blago podnebje. Na zahodni Antarktiki, ki je bila v tem obdobju delno na severni polobli, so bile odložene velike količine peščenjaka, apnenca in skrilavca. Vzhodna Antarktika je bila na ekvatorju, kjer so na morskem dnu v tropskih morjih živeli številni trilobiti in drugi nevretenčarji. Na začetku devonskega obdobja (416 Ma) je bila Gondvana v bolj južnih zemljepisnih širinah in podnebje je bilo hladnejše, čeprav so iz tega časa znani fosili kopenskih rastlin. V današnjih gorovjih Ellsworth, Horlick in v gorovju Pensacola sta bila odložena pesek in mulj. Poledenitev se je začela ob koncu devonskega obdobja (360 Ma), ko se je Gondvana centrirala na južnem tečaju in se je podnebje ohladilo, čeprav je flora ostala. V permu so v deželi prevladovale semenke, kot je bil rod Glossopteris, ki je rastel v močvirjih. Sčasoma so ta močvirja postala nahajališča premoga v Transantarktičnem gorovju. Proti koncu permskega obdobja je nadaljnje segrevanje vodilo do suhega, vročega podnebja v večjem delu Gondvane.

### Doba mezozoika (250–66 Ma)
Zaradi nadaljnjega segrevanja so se polarne ledene kape stopile in večji del Gondvane je postal puščava. Na Vzhodni Antarktiki se je pojavilo veliko semenk iz skupine Pteridospermatophyta (praproti s semeni), hkrati pa so se akumulirale velike količine peščenjaka in skrilavca. Sinapsidi, splošno znani kot »sesalcem podobni plazilci«, so bili na Antarktiki pogosti v zgodnjem triasu in so vključevali vrste, kot so tiste iz rodu Lystrosaurus. Antarktični polotok se je začel oblikovati v obdobju jure (206–146 Ma), iz oceana pa so se postopoma začeli dvigovati otoki. V tem obdobju se je pojavilo veliko število ginkovih dreves, iglavcev, golosemenk izumrlega reda Bennettitales, preslic, praproti in sagovcev. Na Zahodni Antarktiki so skozi celotno obdobje krede (146–66 Ma) prevladovali iglasti gozdovi, čeprav so proti koncu tega obdobja postale bolj opazne rastline iz rodu Nothofagus, ki pripada redu bukovcev. V morjih okoli Antarktike so bili pogosti amoniti, prisotni pa so bili tudi dinozavri, čeprav so bili do danes opisani le trije rodovi antarktičnih dinozavrov (Cryolophosaurus in Glacialisaurus iz Hansonove formacije ter Antarctopelta). V tej dobi je Gondvana začela razpadati.
Obstaja tudi nekaj dokazov o antarktični morski poledenitvi v obdobju krede.

### Razpad Gondvane (160–23 Ma)
Hlajenje Antarktike se je zgodilo postopoma, saj je kontinentalni razmik spremenil oceanske tokove iz vzdolžnih tokov, ki so potekali od ekvatorja do tečaja in izravnavali temperature, v širinske tokove, ki so ohranjali in poudarjali temperaturne razlike v zemljepisni širini.
Afrika se je od Antarktike ločila v juri, pred približno 160 Ma, sledila pa je Indijska podcelina v zgodnji kredi (pred približno 125 Ma). Ob koncu krede, približno 66 Ma, je imela Antarktika (takrat povezana z Avstralijo) še vedno subtropsko podnebje in rastlinstvo, skupaj z vrečarsko favno. V eocenski dobi sta se od Antarktike ločili Avstralija in Nova Gvineja, tako da so lahko širinski tokovi Antarktiko izolirali od Avstralije in začel se je pojavljati prvi led. Med eocensko-oligocenskim izumrtjem pred približno 34 milijoni let je bila raven CO2 okoli 760 ppm in se je zniževala glede na preteklo stopnjo v tisočih ppm.

Ppred približno 23 Ma se je med Antarktiko in Južno Ameriko odprl Drakov preliv, kar je povzročilo nastanek antarktičnega cirkumpolarnega toka, ki je celino popolnoma izoliral. Modeli sprememb kažejo, da je zniževanje ravni CO2 postalo pomembnejše. Led se je začel širiti in nadomestil gozdove, ki so do takrat pokrivali celino. Od približno 15 Ma je celina večinoma prekrita z ledom.

### Biom Meyerjeve puščavske formacije
Fosilni listi pripadnika rodu Nothofagus v Meyerjevi puščavski formaciji iz skupine Sirius kažejo, da so občasna topla obdobja omogočila obstanek grmov teh rastlin v neposredni bližini gorovja Dominion vse do okoli 3–4 Ma (srednji pozni pliocen). Po tem je pleistocenska ledena doba pokrila celotno celino in uničila vse večje rastlinsko življenje na njej.

### Dandanes
Geološka študija Antarktike je močno ovirana, ker je skoraj vsa celina trajno prekrita z debelo plastjo ledu. Vendar so nove tehnike, kot so oddaljeno zaznavanje, georadar, in satelitski posnetki, začele razkrivati strukture pod ledom. Geološko je Zahodna Antarktika zelo podobna gorski verigi Andov v Južni Ameriki. Antarktični polotok je nastal z dvigovanjem in metamorfizmom sedimentov morskega dna v poznem paleozoiku in zgodnjem mezozoiku. To dvigovanje usedlin so spremljali magmatski vdori in vulkanizem.
Najpogostejši kamnini na Zahodni Antarktiki sta magmatski kamnini andezit in riolit, ki sta nastali v obdobju jure. Obstajajo tudi dokazi o vulkanski aktivnosti, tudi po nastanku ledene plošče, v Deželi Marie Byrd in na Aleksandrovem otoku. Edino nenavadno območje Zahodne Antarktike je območje Ellsworthovega gorovja, kjer je stratigrafija bolj podobna Vzhodni Antarktiki.
Vzhodna Antarktika je geološko raznolika, saj izvira iz predkambrijske dobe, v kateri je pred več kot 3 milijarde let nastalo nekaj kamnin. Sestavljena je iz metamorfne in magmatske platforme, ki je osnova celinskega ščita. Na vrhu te osnove so premog in različne sodobne kamnine, kot so peščenjak, apnenec in skrilavec, akumulirani v devonu in juri, ki tvorijo Transantarktično gorovje. Na obalnih območjih, kot sta Shackletonovo gorovje in Viktorijina dežela, je prišlo do nekaj prelomov.
Glavni znani mineralni vir na celini je premog. Prvič ga je v bližini Beardmorovega ledenika zabeležil Frank Wild na odpravi Nimrod, dandanes pa je premog nizke stopnje znan po mnogih delih Transantarktičnega gorovja. V gorovju princa Charlesa so pomembna nahajališča železove rude. Najdragocenejši viri Antarktike ležijo na morju, in sicer nafta in zemeljski plin, najdena v Rossovem morju leta 1973. Izkoriščanje vseh mineralnih surovin je do leta 2048 prepovedano s Protokolom o varstvu okolja k Antarktičnem sporazumu.

## Podnebje
Antarktika je najhladnejša celina na Zemlji. Bila je brez ledu do pred približno 34 milijoni let, ko je njena površina poledenela. Najnižja naravna temperatura zraka, zabeležena na Zemlji, je bila -89,2 °C na ruski postaji Vostok na Antarktiki 21. julija 1983. Nižja temperatura zraka, -94,7 °C, je bila leta 2010 posneta s satelitom—vendar je nanjo morda vplivala temperatura tal in ni bila izmerjena na višini 2 m nad površino, skladno z uradnimi protokoli za merjenje temperature zraka. Temperature v notranjosti celine pozimi dosežejo najmanj med -80 °C in -89,2 °C ter poleti največ med 5 °C in 15 °C v bližini obale. Severna Antarktika je 9. februarja 2020 zabeležila temperaturo 20,8 °C, kar je najvišja zabeležena temperatura na celini.
Antarktika je zamrznjena puščava z malo padavinami; južni tečaj letno prejme v povprečju manj kot 10 mm padavin. Opekline so pogosta zdravstvena težava, saj snežna površina odbija skoraj vso ultravijolično svetlobo, ki pade nanjo. Glede na zemljepisno širino dolga obdobja stalne teme ali stalne sončne svetlobe ustvarjajo podnebja, ki jih ljudje v večini preostalega sveta ne poznajo.
Aurora australis, splošno znana kot južne luči, je sij, ki ga opazimo na nočnem nebu blizu južnega pola, ki ga ustvarjajo sončni vetrovi nabiti s plazmo, ki potujejo mimo Zemlje. Drug edinstven spektakel so ledene iglice, nizki oblak, sestavljen iz drobnih ledenih kristalov. Običajno nastanejo pod sicer jasnim ali skoraj jasnim nebom, zato jih včasih imenujemo tudi padavine jasnega neba. Parhelij, pogost atmosferski optični pojav, je svetla »točka« ob pravem Soncu.

### Regionalno podnebje
Vzhodna Antarktika je zaradi višje nadmorske višine hladnejša od Zahodne. Vremenske fronte redko prodrejo daleč v notranjost, zaradi česar središče ostane hladno in suho. Kljub pomanjkanju padavin v osrednjem delu celine tam led zdrži daljša obdobja. Močne snežne padavine so pogoste na obalnem delu celine, kjer so v 48 urah zabeležili do 1,22 m zapadlega snega. Na robu celine močni gornji vetrovi pogosto iz južnotečajnega ravnika pihajo z močno nevihtno močjo. V notranjosti so hitrosti vetra praviloma srednje. V jasnih poletnih dneh na južnem tečaju prihaja do površja več sončnega sevanja kot na ekvatorju zaradi dnevne, 24-urne, sončne svetlobe.
Antarktika je hladnejša od Arktike iz treh razlogov. Prvič, večji del celine je več kot 3000 m nad morsko gladino, temperatura pa se z višino v troposferi zmanjšuje. Drugič, Arktični ocean pokriva severno polarno območje: relativna toplota oceana se prenaša skozi ledeni pokrov in preprečuje, da bi temperature v arktičnih regijah dosegle skrajne meje, značilne za površino Antarktike. Tretjič, Zemlja je julija v odsončju (tj. Zemlja je najbolj oddaljena od Sonca v antarktični zimi), ter januarja v prisončju (tj. Zemlja je najbližje Soncu v antarktičnem poletju). Orbitalna razdalja prispeva k hladnejši antarktični zimi (in toplejšemu antarktičnemu poletju), vendar imata prva dva učinka večji vpliv.

### Podnebne spremembe
Nekateri deli Antarktike se segrevajo; še posebej močno segrevanje je bilo zabeleženo na Antarktičnem polotoku. V študiji Erica Steiga, objavljeni leta 2009, je bilo prvič ugotovljeno, da je trend povprečne površinske temperature na Antarktiki rahlo pozitiven pri >0,05 °C na desetletje od leta 1957 do 2006. V študiji je bilo poleg tega ugotovljeno, da se je Zahodna Antarktika v zadnjih 50 letih segrevala za več kot 0,1 °C na desetletje, to segrevanje pa je najmočnejše pozimi in spomladi. To se deloma kompenzira z jesenskim ohlajanjem na Vzhodni Antarktiki. Iz ene študije obstajajo dokazi, da se Antarktika segreva zaradi človekovih emisij ogljikovega dioksida, vendar to ostaja nejasno. Stopnja površinskega segrevanja na Zahodni Antarktiki, čeprav visoka, ni povzročila občutnega taljenja na površini in neposredno ne vpliva na prispevek zahodnoantarktičnega ledenega pokrova k dvigu morske gladine. Namesto tega naj bi bili nedavni povečani odtoki ledenikov posledica dotoka tople vode iz globine oceana, tik ob kontinentalni polici. Prispevek Antarktičnega polotoka k dvigu morske gladine je verjetneje neposredna posledica veliko močnejšega segrevanja ozračja na tistem območju.
Leta 2002 se je porušila ledena polica Larsen-B na Antarktičnem polotoku. Med 28. februarjem in 8. marcem 2008 se je z Wilkinsove ledene police na jugozahodnem delu polotoka podrlo približno 570 km² ledu, kar je ogrozilo še preostali del 15.000 km² ledene police. Led je zadrževala »nit« ledu, široka približno 6 km, preden se je 5. aprila 2009 zrušila. Po podatkih Nase se je najbolj razširjeno antarktično površinsko taljenje v zadnjih 30 letih zgodilo leta 2005, ko se je območje ledu, primerljivo z velikostjo Kalifornije, za kratek čas stopilo in nato ponovno zamrznilo; to je lahko bila posledica dviga temperature do 5 °C.
Študija, objavljena v Nature Geoscience leta 2013, je opredelila osrednjo Zahodno Antarktiko kot eno najhitreje segrevajočih se regij na Zemlji. Raziskovalci v študiji predstavijo popoln temperaturni zapis z antarktične postaje Byrd in trdijo, da zapis »razkriva premosorazmerno povišanje letne temperature med letoma 1958 in 2010 za 2,4 ± 1,2 °C«. Februarja 2020 je regija zabeležila najvišjo temperaturo 18,3 °C, kar je bilo stopinjo višje od prejšnjega rekorda, 17,5 °C, marca 2015.

## Izguba ledu in globalna gladina morja
Antarktika zaradi svoje lege na južnem polu prejema razmeroma malo sončnega sevanja, razen v času južnega poletja. To pomeni, da gre za zelo mrzlo celino, kjer je voda večinoma v obliki ledu. Padavin je malo (večina Antarktike je puščava) in skoraj vedno so v obliki snega, ki se kopiči in tvori ogromen ledeni pokrov, ki pokriva kopno. Deli tega ledenega pokrova tvorijo premikajoče se ledenike, znane kot ledeniški potoki, ki tečejo proti robovom celine. Ob celinski obali je veliko ledenih polic. Gre za plavajoče podaljške ledeniških jezikov iz celinske ledene mase. Poleg tega so na morju so temperature dovolj nizke, da led večino leta nastaja iz morske vode.
Obseg morskega ledu se vsako leto v času antarktične zime poveča, večina tega ledu pa se poleti stopi. Ta led nastane iz oceanske vode, v kateri tudi plava in tako ne prispeva k dvigu gladine morja. Glede obsega morskega ledu okoli Antarktike v kvadratnih kilometrih pokritosti v času satelitske dobe (1978–2018) ni možno opaziti nobenega pomembnega trenda, v zadnjih letih zapisa pa se je prvotna rast ledu obrnila. Možna razlaga razlike med Antarktiko in Arktiko, ki je doživela hitro izgubo morskega ledu, je ta, da termohalinsko kroženje ogreto vodo prenaša v globlje plasti v oceanu. Jakost nihanja debeline ni jasna, saj so se satelitske tehnike za to pojavile šele leta 2019.
Antarktični ledeni pokrov izgublja maso, saj led teče hitreje v ocean kot doslej. Ta učinek se delno kompenzira z dodatnim snegom, ki pade nazaj na celino. Sistematična pregledna študija iz leta 2018 je ocenila, da je izguba ledu na celotni celini v obdobju od leta 1992 do 2002 v povprečju znašala 43 gigaton na leto, v petih letih od 2012 do 2017 pa se je pospešila na povprečno 220 gigaton na leto. Skupen dvig morske gladine zaradi tega procesa je ocenjen na 8 mm do 14 mm.
Taljenje plavajočih ledenih polic (led, ki je nastal na kopnem) samo po sebi ne prispeva veliko k dvigu morske gladine, saj led izpodrine samo lastno maso vode. Vendar ledene plošče delujejo kot stabilizator kopenskega ledu in so občutljive na segrevanje vode. V zadnjih desetletjih se je zgodilo več dramatičnih razpadov velikih ledenih polic okoli obale Antarktike, zlasti vzdolž Antarktičnega polotoka. Ta izguba »opornika« ledenih polic je bila opredeljena kot glavni vzrok za izgubo ledu na zahodnoantarktičnem ledenem pokrovu, opazili pa so jo tudi okoli ledenega pokrova Vzhodne Antarktike.
Na sami celini velika količina ledu shranjuje približno 70 % pitne vode na svetu. Vzhodna Antarktika je mrzlo območje s tlemi nad morsko gladino in zaseda večino celine. Na tem območju prevladujejo majhne kopice snežnih padavin, ki postanejo led in sčasoma v obliki ledeniških tokov potujejo proti morju. Ocene masne bilance vzhodnoantarktičnega ledenega pokrova se gibljejo od rahlo pozitivnih do rahlo negativnih. V nekaterih regijah opažajo, da se povečuje odtok ledu.

## Ozonska luknja
Nad Antarktiko je veliko območje nizke koncentracije ozona, ki se imenuje ozonska luknja. Luknja se periodično pojavlja vsako pomlad od 1970. let, pokriva skoraj celotno celino in je bila doslej največja septembra 2006. Luknjo so znanstveniki odkrili leta 1985 in se je v letih opazovanja povečala. Ozonsko luknjo pripisujejo emisijam klorofluoroogljikovodikov ali CFC-jev v ozračje, ki razgrajujejo ozon v druge pline. Leta 2019 je bila ozonska luknja najmanjša v zadnjih tridesetih letih zaradi toplejše polarne stratosfere, ki je oslabila polarni vrtinec. To je zmanjšalo nastanek »polarnih stratosferskih oblakov«, ki omogočajo kemijo, ki vodi do hitre izgube ozona.
Nekatere znanstvene študije kažejo, da ima lahko zmanjšanje ozonskega plašča glavno vlogo pri podnebnih spremembah na Antarktiki (in širšem območju južne poloble). Ozon absorbira velike količine ultravijoličnega sevanja v stratosferi. Pomanjkanje ozonskega plašča nad Antarktiko lahko povzroči ohladitev do okoli 6 °C v lokalni stratosferi. To ohlajanje vpliva na krepitev zahodnih vetrov, ki se pretakajo po celini (polarni vrtinec) in tako preprečuje odtok hladnega zraka blizu južnega pola. Posledično se kontinentalna masa ledenega pokrova Vzhodne Antarktike zadržuje pri nižjih temperaturah, obrobna območja Antarktike, zlasti Antarktični polotok, pa so podvržena višjim temperaturam, ki spodbujajo pospešeno taljenje. Modeli kažejo tudi, da sta zmanjšani ozonski plašč ter okrepljeni učinek polarnega vrtinca prav tako prispevala k nedavnemu povečanje morskega ledu tik ob obali celine.

## Biotska raznovrstnost
Zdi se, da so avtohtone kopenske vrste potomci prednikov, ki so živeli v geotermalno ogrevanih okoljih v zadnji ledeni dobi, ko so bila ta območja edina mesta na celini, ki jih ni pokrival led.

### Živali
Na Antarktiki živi zelo malo kopenskih vretenčarjev, tisti, ki živijo, pa so omejeni na podantarktične otoke. Nevretenčarji Antarktike so denimo pršice mikroskopskih velikosti, kot je vrsta Alaskozetes antarcticus, zajedavske uši, gliste, počasniki, kotačniki, kril in skakači. Neleteč dvokrilec vrste Belgica antarctica je velik do 6 mm in je največja čisto kopenska žival na Antarktiki. Drug pripadnik družine trzač (Chironomidae) je vrsta Parochlus steinenii. Snežni viharnik (Pagodroma nivea) je ena od le treh ptic, ki gnezdijo izključno na Antarktiki.
Nekatere vrste morskih živali se neposredno ali posredno zanašajo na fitoplankton. Med antarktične morske živali spadajo pingvini, sinji kit, orka, kolosalni ligenj (Mesonychoteuthis hamiltoni) in morski medvedi (uhati tjulnji iz poddružine Arctocephalinae). Cesarski pingvin je edina vrsta pingvina, ki pozimi gnezdi na Antarktiki; on in adelijski pingvin gnezdita južneje kot drugi pingvini. Čopasti ali skalni pingvin (Eudyptes chrysocome) ima značilno perje okoli oči, ki mu daje videz dodelanih trepalnic.
Antarktične morske medvede (Arctocephalus gazella) so v 18. in 19. stoletju zaradi njihovega kožuha pogosto lovili lovci na tjulnje iz ZDA in Združenega kraljestva. Weddelov tjulenj (Leptonychotes weddellii), ki spada v družino pravih tjulnjev (Phocidae), je poimenovan po Siru Jamesu Weddellu, poveljniku britanskih lovskih odprav na tjulnje Weddllovega morja. Antarktični kril (Euphausia superba), ki se zbira v velikih jatah, je ključna vrsta ekosistema Južnega oceana in je pomemben vir prehrane za kite, tjulnje, morskega leoparda (Hydrurga leptonyx), morske medvede, lignje, ribe podreda Notothenioidei (iz reda ostrižnjakov), pingvine, albatrose (Diomedeidae) in številne druge ptice.
Popis morskega življenja, izveden med mednarodnim polarnim letom, v katerem je sodelovalo približno 500 raziskovalcev, je bil objavljen leta 2010. Raziskava je del svetovnega popisa morskega življenja in je razkrila nekaj izjemnih ugotovitev. Več kot 235 vrst morskih organizmov živi v obeh polarnih regijah na razdalji 12.000 km. Velike živali, kot so nekateri kiti in ptice, vsako leto prepotujejo takšno razdaljo. Bolj presenetljive so majhne oblike življenja, kot so brizgači in prosto plavajoči polži, ki jih najdemo v obeh polarnih oceanih. Pri njihovi porazdelitvi lahko pomagajo različni dejavniki - dokaj enakomerne temperature globokega oceana na polih in ekvatorju, ki se razlikujejo za največ 5 °C, ter glavni tokovni sistemi ali morski transportni trak, ki prevaža jajčeca in ličinke.

### Glive
Na Antarktiki so zabeležili približno 1150 vrst gliv, od tega jih približno 400 tvori lišaje, 750 pa ne. Nekatere od teh vrst so zaradi življenja v ekstremnih razmerah skalnih območij tako imenovani kriptoendoliti in so znatno prispevale k oblikovanju impresivnih skalnih formacij v McMurdovih suhih dolinah in okoliških gorskih grebenih. Glive so zmožne preživeti v tako ekstremnih okoljih, kot so McMurdove suhe doline, ker imajo razmeroma preprosto morfološko zgradbo, slabo diferencirane strukture, presnovo (na primer encime), prilagojeno na nizke temperature in skrajšan življenjski cikel. Zlasti zaradi njihovih debelostenskih in močno melaniziranih celic so odporne na UV-svetlobo. Te značilnosti lahko opazimo tudi pri algah in cianobakterijah, kar kaže na to, da gre za prilagoditve razmeram, ki prevladujejo na Antarktiki. To je privedlo do ugibanj, da bi bilo, če bi se kdaj pojavilo življenje na Marsu, morda videti podobno antarktičnim glivam, kot sta vrsti Cryomyces antarcticus in Cryomyces minteri. Nekatere od teh gliv so antarktični endemiti. Med tovrstne glive spadajo nekatere v živalskih iztrebkih živeče vrste, ki so se poleg prilagajanja na mraz morale prilagoditi tudi na razmere črevesja homeotermnih živali.

### Rastline
Pred približno 300 milijoni let so permski gozdovi začeli pokrivati celino, vegetacija tundre pa se je ohranila do pred 15 milijoni let, vendar podnebje današnje Antarktike ne dopušča nastajanja obsežne vegetacije. Kombinacija nizkih temperatur, slabe kakovosti prsti, pomanjkanja vlage in sončne svetlobe zavira rast rastlin. Posledično je raznolikost rastlinskega sveta zelo majhna in omejena. Floro celine večinoma sestavljajo briofiti (necevnice), kot so mahovi, jetrenjaki in rogovnjaki (Anthocerotophyta). Obstaja približno 100 vrst mahov in 25 vrst jetrenjakov, vendar le tri vrste kritosemenk, ki jih vse najdemo na Antarktičnem polotoku: Deschampsia antarctica (antarktična masnica), Colobanthus quitensis (antarktični pitomec) in tujerodna Poa annua (enoletna latovka). Poleti je rast omejena le na nekaj tednov.

### Ostali organizmi
Znanih je 700 vrst alg, med katerimi je večina del fitoplanktona. Raznobarvnih snežnih alg in kremenastih alg ali diatomej (Bacillariophyceae) je poleti še posebej veliko v obalnih regijah. Najdene so bile bakterije, ki živijo v mrazu in temi do globine 800 m pod ledom.

### Ohranitev
Protokol o varstvu okolja k Antarktičnem sporazumu (znan tudi kot Okolijski protokol ali Madridski protokol) je začel veljati leta 1998 in je glavni akt za ohranjanje in upravljanje biotske raznovrstnosti na Antarktiki. Zasedanje sporazuma o Antarktiki odbor za varstvo okolja redno obvešča o okoliških in ohranitvenih vprašanjih na Antarktiki. Glavna skrb tega odbora je tveganje za Antarktiko zaradi nenamernega vnosa tujerodnih vrst iz zunanjih regij.
Sprejetje zakona o ohranjanju narave Antarktike (1978) v ZDA je prineslo več omejitev za ameriško dejavnost na Antarktiki. Vnos tujerodnih rastlin ali živali se lahko kaznuje, prav tako lovljenje avtohtonih vrst. Prelov krila, ki igra veliko vlogo v antarktičnem ekosistemu, je uradnike pripeljal do sprejetja predpisov o ribolovu. Konvencija za ohranjanje antarktičnih morskih živih virov (CCAMLR), ki je začela veljati leta 1980, zahteva, da predpisi, ki urejajo ribolov v vseh južnih oceanih, upoštevajo potencialne učinke na celoten antarktični ekosistem. Kljub tem dejanjem se pojavlja nenadzorovan in nezakonit ribolov, zlasti patagonske zobate ribe (Dissostichus eleginoides), ki se v ZDA prodaja kot čilski brancin, kar ostaja resen problem. Nezakonit ribolov patagonske zobate ribe se povečuje, leta 200 je bil ocenjen na 32.000 ton.

## Prebivalstvo
Številne vlade na celini vzdržujejo raziskovalne postaje s stalnim osebjem. Število ljudi, ki izvajajo in podpirajo znanstvena raziskovanja in druga dela na celini in njenih bližnjih otokih, se giblje od približno 1000 pozimi do približno 5000 poleti, kar pomeni, da gostota prebivalstva znaša med 70 in 350 prebivalci na milijon kvadratnih kilometrov. Številne postaje imajo celoletno osebje, prezimno osebje pa običajno prihaja iz matičnih držav za eno leto. Za pravoslavno cerkev — cerkev Trojice, ki so jo odprli leta 2004 na ruski postaji Bellingshausen — skozi celo leto skrbita en ali dva duhovnika, ki ju vsako leto menjavajo.
Prvi poltrajni prebivalci regij blizu Antarktike (območja, ki ležijo južno od konvergence Antarktike), so bili britanski in ameriški lovilci tjulnjev, ki so od leta 1786 preživeli leto ali več na Južni Georgiji. V obdobju lova na kite, ki je trajalo do leta 1966, se je število prebivalcev tega otoka gibalo od več kot 1000 poleti (čez 2000 v nekaterih letih) do približno 200 pozimi. Večina kitolovcev je bila Norvežanov, z vedno večjim deležem Britancev. Naselja so vključevala Grytviken, Leith Harbor, King Edward Point, Stromness, Husvik, Prince Olav Harbour, Ocean Harbor in Godthul. Vodje in drugi visoki častniki kitolovskih postaj so pogosto živeli skupaj s svojimi družinami. Med njimi je bil ustanovitelj Grytvikena, kapitan Carl Anton Larsen, ugledni norveški kitolovec in raziskovalec, ki je leta 1910 skupaj z družino sprejel britansko državljanstvo.
Prvi otrok, rojen v južni polarni regiji, je bila Norvežanka Solveig Gunbjørg Jacobsen, rojena v Grytvikenu 8. oktobra 1913, njeno rojstvo pa je vpisal rezidenčni britanski sodnik iz Južne Georgije. Bila je hči Fridthjofa Jacobsena, pomočnika vodje kitolovske postaje, in Klare Olette Jacobsen. Jacobsen je na otok prispel leta 1904 in postal upravitelj Grytvikena, kjer je služil od 1914 do 1921; dva njegova otroka sta se rodila na otoku.
Emilio Marcos Palma je bil prvi človek, rojen južno od 60. južnega vzporednika, prvi rojen na celini Antarktike in edini še živeči človek, ki se je prvi rodil na katerikoli celini. Rodil se je leta 1978 v postaji Esperanza, na vrhu Antarktičnega polotoka, kamor je argentinska vlada skupaj s sedmimi drugimi družinami poslala njegove starše, da bi ugotovila, ali je celina primerna za družinsko življenje. Leta 1984 se je na postaji Frei Montalva rodil Juan Pablo Camacho, ki je postal prvi Čilenec, rojen na Antarktiki. V več oporiščih so danes družine z otroki, ki obiskujejo šole na postaji. Do leta 2009 se je na Antarktiki (južno od 60. južnega vzporednika) rodilo enajst otrok: osem v argentinski bazi Esperanza in trije na čilski postaji Frei Montalva.

## Politika
Več držav si priznava nekakšno suverenost v nekaterih regijah. Medtem ko je nekaj teh držav vzajemno priznalo suverenosti druga druge, veljavnost teh trditev ni splošno priznana.
Nove ozemeljske zahteve na Antarktiki so bile začasno ustavljene od leta 1959, čeprav je Norveška leta 2015 formalno opredelila Deželo kraljice Maud, da naj bi vključevala nepriznano območje med njo in južnim polom. Status Antarktike ureja Antarktična pogodba iz leta 1959 in drugi z njo povezani sporazumi, ki se skupaj imenujejo Sistem pogodbe o Antarktiki. Antarktika je za namene sistema pogodb opredeljena kot vse kopenske in ledene police južno od 60° J. Pogodbo je podpisalo dvanajst držav, med njimi Sovjetska zveza (kasneje Rusija), Združeno kraljestvo, Argentina, Čile, Avstralija in ZDA. Antarktiko so priznali kot znanstveni rezervat, vzpostavili svobodo znanstvenih raziskav in varstva okolja ter prepovedali vojaške dejavnosti na Antarktiki. To je bil prvi sporazum o nadzoru nad oboroževanjem, sklenjen med hladno vojno.
Leta 1983 so pogodbenice Antarktične pogodbe začele pogajanja o konvenciji, ki bi urejala rudarstvo na Antarktiki. Koalicija mednarodnih organizacij je sprožila kampanjo javnega pritiska za preprečevanje kakršnegakoli razvoja rudarjenja mineralov v regiji, ki jo je v glavnem vodila organizacija Greenpeace International, ki je v regiji Rossovo morje od leta 1987 do 1991 upravljala svojo znanstveno postajo World Park in izvajala letne odprave z namenom dokumentirati vplive ljudi na antarktično okolje. Leta 1988 je bila sprejeta Konvencija o urejanju mineralnih virov na Antarktiki (CRAMRA). Naslednje leto pa sta Avstralija in Francija napovedali, da konvencije ne bosta potrdili in jo označili za mrtvo. Namesto tega sta predlagali, da se vzpostavi celovit režim za zaščito antarktičnega okolja. Za Protokol o varstvu okolja k Antarktičnem sporazumu (»Madridski sporazum«) so se pogajale druge države in 14. januarja 1998 je začel veljati. Madridski protokol prepoveduje vsakršno rudarjenje na Antarktiki in Antarktiko označuje za »naravni rezervat, namenjen miru in znanosti«.
Antarktična pogodba prepoveduje kakršnokoli vojaško dejavnost na Antarktiki, vključno z ustanovitvijo vojaških baz in utrdb, vojaškimi manevri in preizkušanjem orožja. Vojaško osebje ali oprema so dovoljeni samo za znanstvene raziskave ali druge miroljubne namene. Edini dokumentirani vojaški kopenski manever je bila majhna operacija 90 argentinske vojske leta 1965.

### Antarktična ozemlja
| Datum | Država               | Ozemlje                          | Meje zahtevanega ozemlja | Zemljevid |
| ----- | -------------------- | -------------------------------- | --- | --------- |
| 1908  | Združeno kraljestvo  | Britansko antarktično ozemlje    | 80°00′W do 020°00′W prekrivanja: - 80°00′W do 74°00′W si lasti Čile (1940) - 74°00′W do 53°00′W si lastita Čile (1940) in Argentina (1943) - 53°00′W do 25°00′W si lasti Argentina (1943) |           |
| 1923  | Nova Zelandija       | Rossovo odvisno ozemlje          | 150°W do 160°E |           |
| 1840  | Francija             | Adelijina zemlja                 | 142°02'E do 136°11'E |           |
| 1929  | Norveška             | Otok Petra I.                    | 68°50′S 90°35′W / 68.833°S 90.583°W |           |
| 1933  | Avstralija           | Avstralski antarktični teritorij | 160°E do 142°2'E in 136°11'E to 044°38'E |           |
| 1939  | Norveška             | Dežela kraljice Maud             | 020°00′W do 044°38′E |           |
| 1940  | Čile                 | Čilenski antarktični teritorij   | 090°00′W do 053°00′W prekrivanja: - 90°00′W do 74°00′W si lasti Združeno Kraljestvo (1908) - 74°00′W do 53°00′W si lastita Združeno Kraljestvo (1908) in Argentina (1943)                 |           |
| 1943  | Argentina            | Argentinska Antarktika           | 074°00′W do 025°00′W prekrivanja: - 74°00′W do 53°00′W si lastita Združeno Kraljestvo (1908) in Čile (1940) - 53°00′W do 25°00′W si lasti Združeno Kraljestvo (1908)                      |           |
| –     | (Nepriznano ozemlje) | Dežela Marie Byrd                | 150°00′W do 090°00′W (razen Otok Petra I.) |           |

Argentinske, britanske in čilske zahteve se prekrivajo in so povzročile trenja. Britanski Foreign and Commonwealth Office je 18. decembra 2012 v počastitev diamantnega jubileja kraljice Elizabete II. imenoval Deželo kraljice Elizabete. Dne 22. decembra 2012 je bil veleposlanik Združenega kraljestva v Argentini John Freeman poklican na zagovor pred argentinsko vlado kot protest proti zahtevku. Odnosi med Argentino in Združenim kraljestvom so bili že tekom leta 2012 načeti zaradi sporov glede suverenosti bližnjih Falklandskih otokov in 30. obletnice falklandske vojne.
Območja, prikazana kot ozemeljske zahteve Avstralije in Nove Zelandije, so bila britansko ozemlje, dokler niso bila predana po osamosvojitvi držav. Avstralija trenutno zahteva največjo površino. Zahteve Britanije, Avstralije, Nove Zelandije, Francije in Norveške so medsebojno priznane.
Druge države, ki sodelujejo kot članice Antarktične pogodbe, imajo teritorialni interes na Antarktiki, vendar jim določbe Pogodbe ne omogočajo, da uveljavljajo svoje zahteve, dokler je v veljavi.
- Brazilija ima določeno "interesno območje", ki ni dejanski zahtevek.[162]
- Peru si je formalno pridržal pravico do vložitve zahteve.[160][161]
- Rusija je po prvotni Antarktični pogodbi podedovala pravico Sovjetske zveze, do zahteve ozemlja.[163]
- Južna Afrika si je formalno pridržala pravico do vložitve zahteve.[160][161]
- Združene države Amerike so si formalno pridržale pravico do vložitve zahteve na prvotni Antarktični pogodbi.[163]

### Nekdanje zahteve
- Nemčija: 20° V do 10° Z; območje zahteve se je prekrivalo z norveškim; zahtevano 1939–1945 kot Nova Švabska dežela (Neu Schwabenland)

## Gospodarstvo
Na Antarktiki trenutno potekajo gospodarske dejavnosti v obliki ribolova ob obali in malega turizma.
Čeprav so našli premog, ogljikovodike, železovo rudo, platino, baker, krom, nikelj, zlato in druge minerale, jih ni bilo v dovolj velikih količinah, da bi jih lahko izkoristili. Poleg tega Protokol o varstvu okolja k Antarktičnem sporazumu iz leta 1991 prepoveduje izkoriščanje virov. Leta 1998 je bil dosežen kompromisni dogovor o prepovedi rudarjenja za nedoločen čas, ki bo pregledan leta 2048, kar je še bolj omejilo gospodarski razvoj in izkoriščanje. Primarna gospodarska dejavnost je ulov in trgovanje z ribami na morju. Antarktični ribolov v letih 2000–01 je poročal o iztovarjanju 112.934 ton rib.
»Ekspedicijski turizem« v majhnem obsegu obstaja od leta 1957 in trenutno zanj velja protokol o varstvu okolja k Antarktičnemu sporazumu, vendar ga v resnici samoregulira Mednarodno združenje organizatorjev potovanj po Antarktiki (IAATO). Vsa plovila, povezana z antarktičnim turizmom, ne pripadajo članicam IAATO, vendar IAATO bdi nad 95 % turistične dejavnosti. Potujejo večinoma majhne ali srednje ladje, ki se osredotočajo na posebne slikovite lokacije z dostopnimi koncentracijami znamenitih divjih živali. V južnem poletju 2006–07 je Antarktiko obiskalo skupaj 37.506 turistov, pri čemer so skoraj vsi prihajali s komercialnih ladij; v letih 2015–16 pa je bilo turistov zabeleženih 38.478. Od leta 2015 sta na Antarktiki dva bankomata Wells Fargo.
Obstaja nekaj zaskrbljenosti zaradi morebitnih škodljivih vplivov na okolje in ekosisteme, ki jih povzroča priliv obiskovalcev. Nekateri okoljevarstveniki in znanstveniki so pozvali k strožjim predpisom za ladje in turistično kvoto. Primarni odziv pogodbenic Antarktične pogodbe je bil, da prek svojega Odbora za varstvo okolja in v sodelovanju z IAATO razvijejo »smernice za uporabo lokacij«, ki določajo omejitve iztovarjanja in zaprte ali omejene cone na pogosteje obiskanih lokacijah. Antarktični zračni ogledi (ki niso pristali) so leteli iz Avstralije in Nove Zelandije do usodne nesreče na letu 901 družbe Air New Zealand na gori Erebus leta 1979, v kateri je umrlo vseh 257 ljudi na krovu. Qantas je sredi devetdesetih let nadaljeval s komercialnimi preleti Antarktike iz Avstralije.
Antarktični ribolov v letih 1998–99 (1. julija - 30. junija) je poročal o zakonitem iztovarjanju 119.898 ton rib.
Približno trideset držav na Antarktiki vzdržuje okoli sedemdeset raziskovalnih postaj (40 letnih ali stalnih in 30 samo poletnih) s približno 4000 prebivalci poleti in 1000 pozimi.
Koda »AQ« po standardu ISO 3166-1 alpha-2 je dodeljena celotni celini, ne glede na jurisdikcijo. Za različna naselja se uporabljajo različne klicne kode in valute, odvisno od države, ki postajo upravlja. Antarktični dolar, spominek, ki se prodaja v ZDA in Kanadi, ni zakonito plačilno sredstvo.

## Raziskave
Vsako leto znanstveniki iz 28 različnih držav izvajajo poskuse, ki jih ni mogoče ponoviti nikjer drugje na svetu. Poleti več kot 4000 znanstvenikov upravlja raziskovalne postaje; to število se pozimi zmanjša na nekaj več kot 1000. Postaja McMurdo, ki je največja raziskovalna postaja na Antarktiki, lahko sprejme več kot 1000 znanstvenikov, obiskovalcev in turistov.
Med raziskovalce sodijo biologi, geologi, oceanografi, fiziki, astronomi, glaciologi in meteorologi. Geologi po navadi preučujejo tektoniko plošč, meteorite iz vesolja in vire iz obdobja razpada superceline Gondvana. Glaciologi na Antarktiki se ukvarjajo s preučevanjem zgodovine in dinamike plavajočega ledu, sezonskega snega, ledenikov in ledenih pokrovov. Biologe poleg preiskovanja divjih živali zanima, kako ostre temperature in prisotnost ljudi vplivajo na strategije prilagajanja in preživetja najrazličnejših organizmov. Zdravniki so raziskovali širjenje virusov in odziv telesa na ekstremne sezonske temperature. Astrofiziki na raziskovalni postaji Amundsen – Scott preučujejo nebesno kupolo in kozmično mikrovalovno sevanje ozadja. Številna astronomska opazovanja je bolje opraviti iz notranjosti Antarktike kot z večine površinskih lokacij zaradi visoke nadmorske višine, ki ima za posledico redko atmosfero; nizka temperatura, ki zmanjša količino vodne pare v ozračju; in odsotnost svetlobnega onesnaženja, kar omogoča pogled na vesolje jasnejši kot kjerkoli drugje na Zemlji. Antarktični led služi tako kot ščit in kot medij za zaznavanje največjega nevtrinskega teleskopa na svetu, zgrajenega 2 km pod postajo Amundsen – Scott.
Od sedemdesetih let dvajsetega stoletja je pomemben poudarek na raziskavah ozonske plasti v ozračju nad Antarktiko. Leta 1985 so trije britanski znanstveniki iz podatkov, ki so jih zbrali na postaji Halley na Bruntovi ledeni polici, odkrili obstoj luknje v tej plasti. Sčasoma je bilo ugotovljeno, da so uničenje ozona povzročili klorofluoroogljikovodiki (CFC), ki jih oddajajo človeški proizvodi. Ob prepovedi CFC v Montrealskem sporazumu iz leta 1989 podnebne napovedi kažejo, da se bo ozonska plast med letoma 2050 in 2070 vrnila na raven iz leta 1980.
Leta 2007 je bil ustanovljen Polarni geoprostorski center. Polarni geoprostorski center uporablja geoprostorsko tehnologijo in tehnologijo daljinskega zaznavanja za zagotavljanje storitev kartiranja ameriškim raziskovalnim skupinam, ki jih financirajo zvezne države. Trenutno lahko Polarni geoprostorski center vsakih 45 dni posname celotno Antarktiko v ločljivosti 500 mm.
6. septembra 2007 je belgijska Mednarodna fundacija Polar predstavila postajo princese Elizabete, prvo polarno znanstveno postajo z nič emisijami na Antarktiki, ki je namenjena raziskovanju podnebnih sprememb. Montažno postajo v vrednosti 16,3 milijona dolarjev, ki je del Mednarodnega polarnega leta, so do konca leta 2008 poslali na južni pol iz Belgije, da bi spremljala zdravje polarnih območij. Belgijski polarni raziskovalec Alain Hubert je Ta baza bo prva tovrstna, ki bo proizvedla nič emisij, zaradi česar bo edinstven model uporabe energije na Antarktiki.« Johan Berte je vodja ekipe za oblikovanje postaje in vodja projekta, ki izvaja raziskave na področju klimatologije, glaciologije in mikrobiologije.
Januarja 2008 so znanstveniki Britanske antarktične raziskave (BAS), ki sta jih vodila Hugh Corr in David Vaughan (v reviji Nature Geoscience) poročali, da je pred 2200 leti pod ledeno ploščo Antarktike izbruhnil vulkan (na podlagi sestavljene geoslike z radarskimi posnetki). To je bil največji izbruh na Antarktiki v zadnjih 10.000 letih, vulkanski pepel pa so našli odložen na ledeni površini pod Hudsonovim gorovjem, blizu ledenika Pine Island.
Študija iz leta 2014 je ocenila, da se je med pleistocenom vzhodnoantarktični ledeni pokrov (EAIS) stanjšal za vsaj 500 m in da je redčenje od zadnjega ledeniškega maksimuma za območje EAIS manjše od 50 m, kar se verjetno začelo pred okoli 14 tisoč leti.

### Meteoriti
Meteoriti z Antarktike so pomembno področje preučevanja materiala, ki je nastal v zgodnjem osončju; domneva se, da večina prihaja iz asteroidov, nekateri pa morda izvirajo iz večjih planetov. Prvi meteorit so našli leta 1912 in ga poimenovali Meteorit Adelijine dežele. Leta 1969 je japonska odprava odkrila devet meteoritov. Večina teh meteoritov je padla na ledeni pokrov v zadnjem milijonu let. Gibanje ledene plošče običajno zbere meteorite na neprehodnih mestih, kot so gorske verige, kjer jih erozija vetra po stoletjih izpod snega pripelje na površje. V primerjavi z meteoriti, najdenimi v bolj zmernih predelih na Zemlji, so antarktični meteoriti dobro ohranjeni.
Ta velika zbirka meteoritov omogoča boljše razumevanje številčnosti vrst meteoritov v osončju in kako so meteoriti povezani z asteroidi in kometi. Najdene so bile nove vrste meteoritov in redki meteoriti. Med njimi so deli, ki so bili z udarci odstreljeni iz Lune in verjetno Marsa. Ti primerki, zlasti ALH 84001, ki jih je odkril ANSMET, so v središču polemike o možnih dokazih o življenju mikrobov na Marsu. Ker meteoriti v vesolju absorbirajo in beležijo kozmično sevanje, lahko čas, ki je pretekel od zadetka meteorita na Zemljo, določimo v laboratorijskih študijah. Pretečeni čas meteorita od padca na Zemljo predstavlja več informacij, ki bi lahko bile koristne pri okoljskih študijah antarktičnih ledenih pokrovov.
Leta 2006 je skupina raziskovalcev z državne univerze Ohia z uporabo gravitacijskih meritev Nasinih satelitov GRACE odkrila 500 km širok Wilkesov zemeljski krater, ki je verjetno nastal pred približno 250 milijoni leti.

Januarja 2013 je bil z misijo Iskanja antarktičnih meteoritov belgijske ekipe (SAMBA) odkrit 18-kilogramski meteorit, zamrznjen v ledu na ledenem polju Nansen.